# Hinter der Sonne
Hinter der Sonne (Originaltitel: Abril Despedaçado) ist ein Film des brasilianischen Regisseurs Walter Salles aus dem Jahr 2001, der auf dem Roman Der zerrissene April des albanischen Schriftstellers Ismail Kadare basiert. Die Hauptrolle spielte Rodrigo Santoro.

## Handlung
Zwei brasilianische Bauernfamilien, die in einer Gegend leben, wo es nur selten regnet und Trockenzeiten überwiegen, sind schon seit Ewigkeiten im Streit. Ständig sollen die ältesten Söhne der Familien ihre verstorbenen Brüder rächen. Die eine Familie, Breve, lebt vom Zuckerrohranbau, während die andere, Ferreira, von der Viehzucht lebt und damit weitaus mehr Erfolg hat.
Die drei Söhne der Familie Breve müssen im Jahr 1910 ebenso wie Mutter und Vater beim Betreiben der Zuckerrohrmühle helfen. Als der älteste Sohn Ignacio getötet wird, soll der zweitälteste, der 20-jährige Tonho, den Mord an seinem Bruder rächen. Obwohl ihn der jüngste Sohn, „Kleiner“ genannt, aufhalten will, zieht Tonho mit einem Gewehr los und erschießt den Mörder seines verstorbenen Bruders. Bei der Trauerfeier des Erschossenen bittet Tonho vergeblich um Waffenruhe. Beim nächsten Vollmond soll Rache folgen.
Der „Kleine“ erhält von zwei vorbeifahrenden Zirkusleuten, Salustiano und Clara, ein Buch. Da er nicht lesen kann, begeistern ihn vor allem die Illustrationen, von denen eine eine Meerjungfrau zeigt. Er sieht Clara in der Meerjungfrau und denkt sich eine Geschichte aus. Als die Familie in der Stadt Zuckerrohr verkauft, sehen Tonho und der „Kleine“ die beiden Zirkusleute, die auf Stelzen Werbung für eine Vorstellung machen. Nachts schleichen sich die beiden Brüder hinaus, um die Vorstellung zu sehen. Danach sprechen sie Salustiano und Clara an. Tonho verliebt sich in Clara, während der „Kleine“ von Salustiano den Namen Pacú erhält. Als der Vater Tonho zu Hause mit einem Riemen schlägt, geht dieser am nächsten Tag fort, um Zeit mit den beiden Zirkusleuten zu verbringen. Er kehrt schließlich wieder zurück.
In einer regnerischen Nacht, zu Vollmond, taucht Clara auf, woraufhin Tonho mit ihr schläft. Clara verschwindet und teilt Tonho mit, dass sie ihn erwarte. Pacú setzt sich den Hut des schlafenden Tonhos auf und bindet sich das Band seines Bruders um. Der älteste Sohn der Ferreiras verwechselt Pacú mit Tonho und erschießt den Jungen. Tonho erwacht, nimmt seinen kleinen Bruder in die Arme und will den Rachestreit nicht fortführen. Er geht ans Meer.

## Entstehungsgeschichte
Walter Salles las den Roman von Ismail Kadare während der Veröffentlichung seines vorherigen Films, dem mit dem Goldenen Bären ausgezeichneten Road Movie Central Station, 1998. Obwohl er einige andere Projekte geplant hatte, setzte er den Roman als Drehbuch um. Dabei verlegte er die Handlung von Albanien nach Brasilien.
Der Regisseur arbeitete bei dem Film sowohl mit Laien- als auch mit Profischauspielern. Während sich neun professionelle Schauspieler wie José Dumont und Rodrigo Santoro im brasilianischen Fernsehen, Theater und Kino bereits vor Hinter der Sonne einen Namen gemacht hatten, hatten Luiz Carlos Vasconcelos als Salustiano und die Zirkusartistin Flavia Marco Antonio als Clara in dem Film ihre ersten Rollen. Ravi Ramos Lacerda, der vorher im Straßentheater aufgetreten war, konnte sich gegen hunderte andere Bewerber durchsetzen und erhielt die Rolle des „Kleinen“ bzw. des Pacú.
Gedreht wurde in Bom Sossego, Caetité und Rio de Contas im brasilianischen Bundesstaat Bahia.

## Rezeption
Der Film feierte seine Premiere am 6. September 2001 bei den Filmfestspielen von Venedig. Am 12. Dezember 2001 kam er in die US-amerikanischen Kinos, wo er 19.861 US-Dollar einspielte. Bereits einen Tag später folgte der Kinostart in der deutschsprachigen Schweiz, wo ihn insgesamt 27.120 Besucher ansahen. In den deutschen Kinos lief er am 14. April 2002 an. Am erfolgreichsten lief Hinter der Sonne in den brasilianischen Kinos, wo ihn zwischen 5. Mai und 18. August 2002 293.000 Besucher sahen.
Kritiken zum Film fielen unterschiedlich aus. Während sich einige Filmkritiker – wie etwa der renommierte US-amerikanische Filmkritiker Roger Ebert – nur schwer mit dem Film anfreunden konnten, lobten andere vor allem die Regieleistung von Walter Salles.

## Kritiken
„Nach einem bestimmten Punkt kann man nicht mehr sagen, welche der beiden Seiten, die beide schweren Kummer erleiden, im Recht oder im Unrecht ist. Am liebsten würde das Publikum mit dem Zirkus abhauen.“

„Der Film kann sich zwischen einer realistischen und märchenhaften Erzählweise nicht entscheiden. Die Sozialkritik bleibt am Ende auf der Strecke. Bedauerlich auch, dass Salles sicht nicht auf die reiche, wunderschöne Musik der Region verließ. Die verwendete Musik ist meist überzogen und lässt sich nicht mit der gezeigten Welt in Einklang bringen.“

„Seinen dramatischen Stoff hat er aus einem Roman des Albaners Ismail Kadaré, er beruft sich aber auch gern auf Aischylos und die Geburt der griechischen Tragödie, um die Fallhöhe seines Werks anzudeuten. Das schweißtreibend hochgestylte Blutrachestück kommt mit beeindruckend archaischer Düsternis unter gleißender Sonne daher, pathetisch wie eine Puccini-Oper in Zeffirellis Zugriff, ganz und gar gekonnt gemacht: Für den Golden Globe nominierte Folklore auf feinstem Welt-Filmkunst-Niveau.“

„Bildgewaltiges Drama, das in den 1920er Jahren angesiedelt ist und auf historische Vorgänge zurückgreift, sich jedoch weniger als analytische Deutung denn als grundsätzliche Parabel über Gewalt und Gegengewalt versteht. Gerade darin aber erliegt sie trotz der wuchtigen Erzählsprache einer eher schwindsüchtigen Aufdringlichkeit.“

## Auszeichnungen
Walter Salles und der Produzent Arthur Cohn gewann bei den Filmfestspielen von Venedig im Jahr 2001 den Kleinen Goldenen Löwen. Der Film nahm auch im Wettbewerb um den Goldenen Löwen teil, den Mira Nairs Monsoon Wedding erhielt. Auf dem Havana Film Festival wurde Walter Salles als Bester Regisseur und der Film selbst mit dem Premio Casa de las Américas ausgezeichnet.
Der Film war 2002 für den Golden Globe als Bester fremdsprachiger Film nominiert, musste sich aber dem bosnischen Antikriegsfilm No Man’s Land geschlagen geben. Hinter der Sonne war auch der brasilianische Beitrag für eine Nominierung in der Kategorie Bester fremdsprachiger Film bei der Oscarverleihung 2002, wurde aber weder nominiert noch ausgezeichnet. Für den British Academy Film Award war der Film 2002 in der Kategorie Bester nicht-englischsprachiger Film nominiert.
Die Deutsche Film- und Medienbewertung FBW in Wiesbaden verlieh dem Film das Prädikat besonders wertvoll.